# František Tyrpekl
František Tyrpekl (23. prosince 1905 Rokycany – 29. ledna 1985) byl český fotbalista, záložník, reprezentant Československa.

## Fotbalová kariéra
Za československou reprezentaci odehrál v letech 1928-1932 sedm utkání, poprvé s Polskem a naposledy se Švýcarskem v Basileji. Do listin střelců se nezapsal. V československé lize hrál jako záložník za AFK Bohemians. Nastoupil ve 113 ligových utkáních a dal 2 góly.

## Ligová bilance
| Ročník                      | Zápasy | Góly | Klub          |
| --------------------------- | ------ | ---- | ------------- |
| Středočeská 1. liga 1927/28 | 7      | 0    | AFK Bohemians |
| Středočeská 1. liga 1928/29 | 12     | 0    | AFK Bohemians |
| 1. asociační liga 1929/30   | 14     | 0    | AFK Bohemians |
| 1. asociační liga 1930/31   | 14     | 0    | AFK Bohemians |
| 1. asociační liga 1931/32   | 15     | 0    | AFK Bohemians |
| 1. asociační liga 1932/33   | 18     | 1    | AFK Bohemians |
| 1. asociační liga 1933/34   | 18     | 0    | AFK Bohemians |
| Státní liga 1934/35         | 16     | 0    | AFK Bohemians |
| CELKEM 1. liga              | 113    | 2    |               |